# Good Night, Paul
Good Night, Paul er en amerikansk stumfilm fra 1918 af Walter Edwards.

## Medvirkende
- Constance Talmadge som Mrs. Richard
- Norman Kerry som Richard Landers
- Harrison Ford som Paul Boudeaux
- John Steppling som Batiste Boudeaux
- Beatrice Van som Rose Hartley